# برایان هنتون
برایان هنتون (به انگلیسی: Brian Henton) (زادهٔ ۱۹ سپتامبر ۱۹۴۶ در کسل دونینگتون، لسترشر) رانندهٔ مسابقات فرمول یک اهل بریتانیا است.